# 볼프강 림

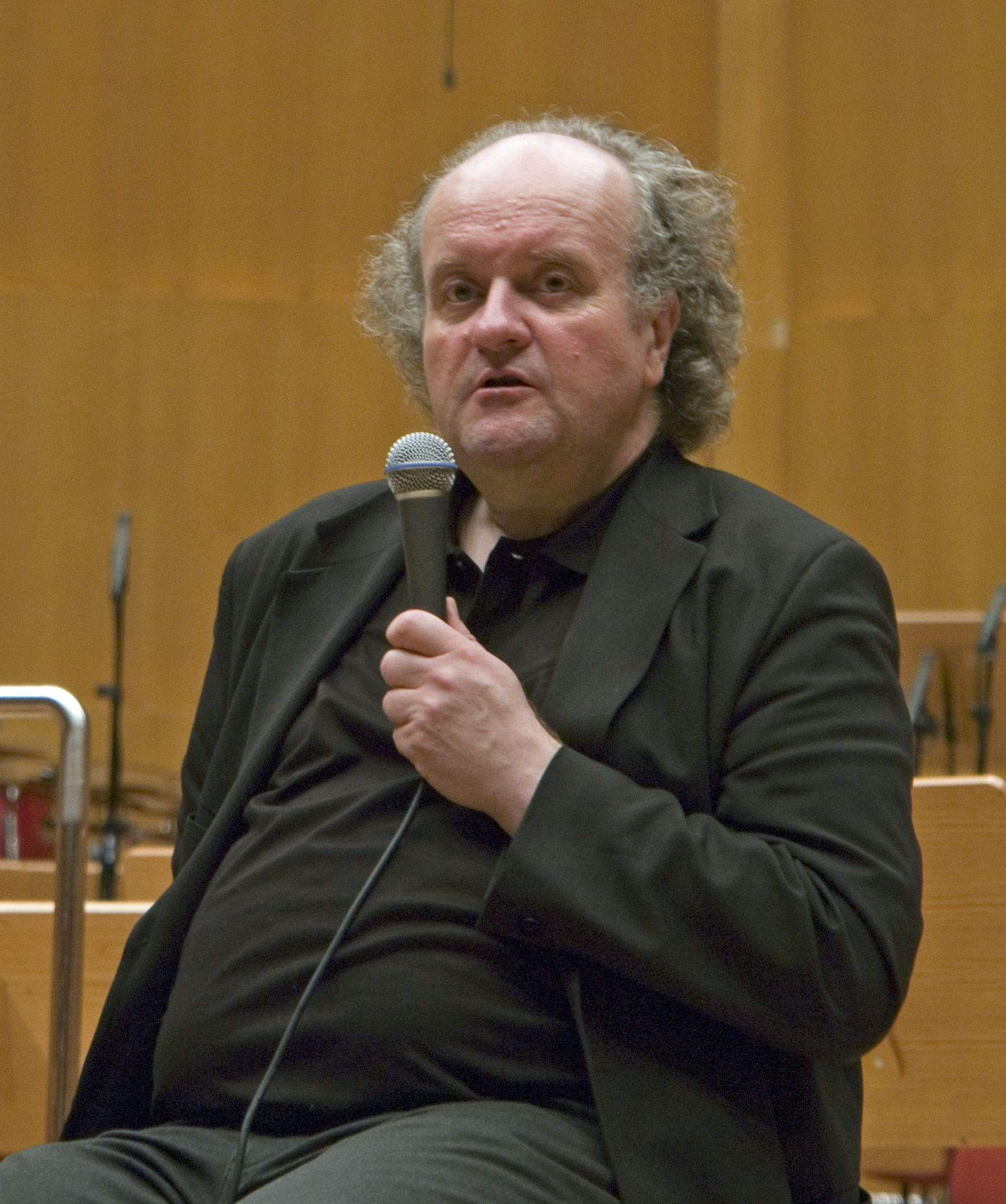
2007년 모습

볼프강 림(독일어: Wolfgang Rihm, 1952년 3월 13일 ~ 2024년 7월 27일)은 독일의 현대 클래식 음악 작곡가이자 학술 교사였다. 가장 영향력 있는 전후 유럽 작곡가 중 한 명인 림은 당시 최고의 독일 작곡가 중 한 명이었다. 500편이 넘는 작품을 썼으며 특히 오페라로 유명했다. 그의 오페라 디오니소스(Dionysos)는 2010년 잘츠부르크 페스티벌에서 초연되었을 때 오페른벨트가 선정한 올해의 세계 초연작으로 선정되었다. 림의 초기 음악은 뉴 심플리시티(New Simplicity) 운동과 관련이 있었지만 가디언은 그의 후기 작품을 "어리둥절할 정도로 다양한 스타일과 사운드"로 구성했다고 설명했다.
림은 카를스루에 음악대학(Hochschule für Musik Karlsruhe)의 새로운 음악 및 미디어 연구소의 음악 감독이었으며 루체른 페스티벌과 잘츠부르크 페스티벌의 상주 작곡가였다. 2001년 예술 및 서신 훈장(Ordre des Arts et des Lettres) 장교로 선정되었으며 2003년에는 에른스트 폰 지멘스 음악상(Ernst von Siemens Music Prize)을 수상했다.